# زمین (فیلم‌نامه)
زمین فیلم‌نامه‌ای فیلم‌نشده از بهرام بیضایی است از سالِ ۱۳۶۱.

## متن
زمین به سالِ ۱۳۶۱ نگاشته شد و نخستین بار در ۱۳۶۴ به وسیلهٔ انتشاراتِ ابتکار منتشر شد. سپس‌تر انتشاراتِ روشنگران و مطالعات زنان ناشرِ این کتاب شد.

## در نظرِ دیگران
شهرام جعفری‌نژاد ساختارِ این فیلم‌نامه را «مغشوش» و داستانش را «نه چندان جذاب» وصف کرده و بر آن بوده که «مکث بر دستمایهٔ اخلاقگرایانهٔ حرص و طمع آدمی، موفقیتی برای بیضایی محسوب نمی‌شود و مایه‌های دیگر نیز در اثر به قوامی که باید یا مورد نظر بوده، نمی‌رسند.»